# خط واترلو و سیتی
خط واترلو و سیتی (انگلیسی: Waterloo & City line) یکی خطوط متروی لندن است.
این خط که در سال ۱۸۹۸ راه‌اندازی شده دارای دو ایستگاه و ۲٫۳۷ کیلومتر طول می‌باشد.

## نقشه و ایستگاه‌ها

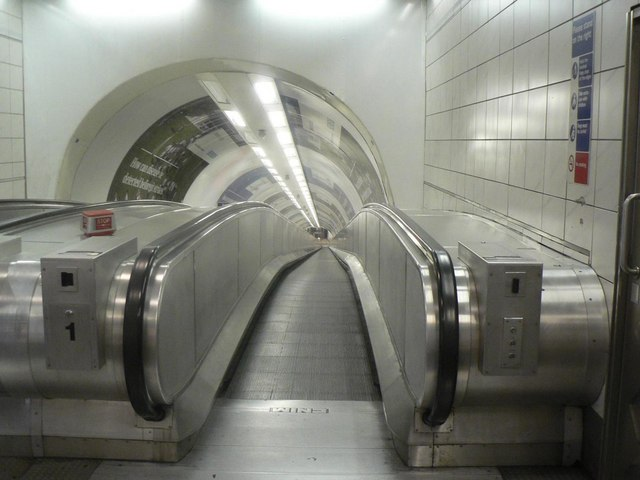
Waterloo and City Trav-o-Lator at Bank Station.

| ایستگاه              | تصویر | تأسیس      | اطلاعات اضافی                                    |
| -------------------- | ----- | ---------- | ------------------------------------------------ |
| ایستگاه بانک         |       | ۸ اوت ۱۸۹۸ | تأسیس شده با نام شهر، تغییر نام در ۲۸ اکتبر ۱۹۴۰ |
| ایستگاه متروی واترلو |       | ۸ اوت ۱۸۹۸ |                                                  |